# エルビラ・リンド

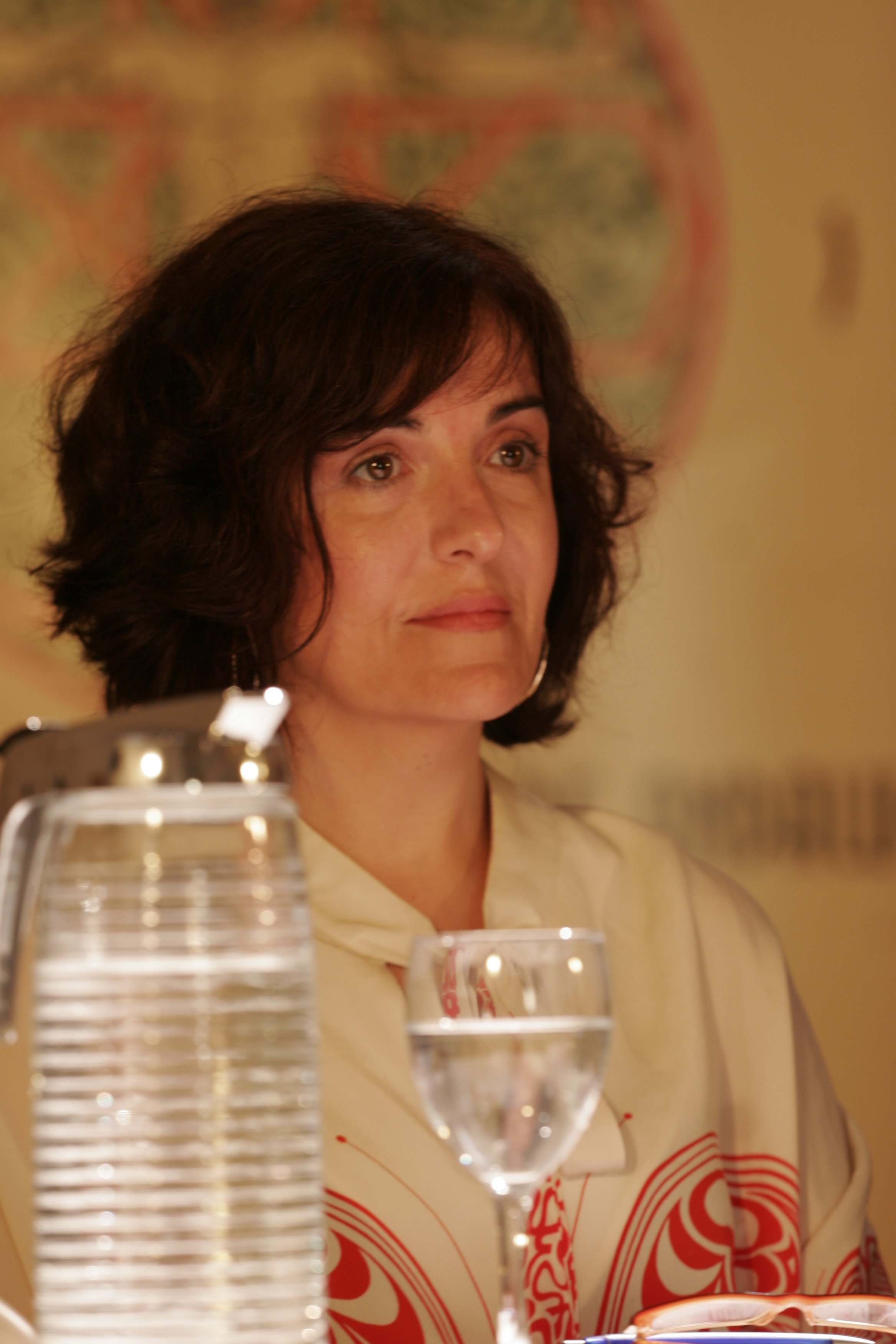
エルビラ・リンド（2007年、アンダルシア国際大学にて

エルビラ・リンド（Elvira Lindo, 1962年1月23日 - ）は、スペインの小説家、ジャーナリスト、脚本家。

## 略歴
- カディスに生まれる。12歳の時に、家族と共にマドリードに移る。マドリード・コンプルテンセ大学ではジャーナリズムを専攻。
- 1981年、スペイン国営ラジオ (Radio Nacional de España) のアナウンサーとして働き始める。その後、女優、脚本家、小説家としても活躍。
- 1998年、スペイン国民文学賞（児童文学部門）(Premio Nacional de Literatura Infantil y Juvenil) を受賞。
- 2005年、Una palabra tuya により、ビブリオテーカ・ブレーベ賞を受賞。

## 作品
マノリート・シリーズ（Manolito Gafotas）
- 1994 - Manolito Gafotas　『めがねっこマノリート』（小学館、2005年）
- 1995 - Pobre Manolito　『あわれなマノリート』（小学館、2006年）
- 1996 - ¡Cómo molo!: (otra de Manolito Gafotas)　『ぼくってサイコー!?』（小学館、2007年）
- 1997 - Los trapos sucios de Manolito Gafotas
- 1998 - Manolito on the road
- 1999 - Yo y el imbécil
- 2001 - Manolito tiene un secreto
- 2012 - Mejor Manolo

脚本
- 1998 - Manolito Gafotas
- 2008 - Una palabra tuya
- 2010 - Lo que me queda por vivir.
- 2014 - La vida inesperada.

エッセー
- 2001 - Tinto de verano